# Telespiza
Telespiza är ett litet fågelsläkte i familjen finkar inom ordningen tättingar: Släktet omfattar endast två nu levande arter som förekommer i Hawaiiöarna, båda utrotningshotade:
- Laysanfink (T. cantans)
- Nihoafink (T. ultima)

Ytterligare två arter dog ut under förhistorisk tid:
- Makawehifink (T. persecutrix)
- Mauinuifink (T. ypsilon)